# Bibio tenebrosus
Bibio tenebrosus är en tvåvingeart som beskrevs av Daniel William Coquillett 1898. Bibio tenebrosus ingår i släktet Bibio och familjen hårmyggor. Inga underarter finns listade i Catalogue of Life.